# Arroyo Sal Si Puedes
Arroyo Sal Si Puedes är ett vattendrag i Guatemala.   Det ligger i departementet Petén, i den nordöstra delen av landet, 280 km norr om huvudstaden Guatemala City.